# Bera Márk
Bera Márk (Budapest, 1994. december 21. –) magyar színész.

## Életpályája
Dabason nőtt fel. A helyi Táncsics Mihály Gimnáziumban érettségizett. 2014-2019 között a Kaposvári Egyetem színész szakán tanult, Eperjes Károly osztályában. 2019-től a Pécsi Nemzeti Színház tagja.

## Színházi szerepei

### Pécsi Nemzeti Színház
- Bűn és bűnhődés - P. P. Luzsin / Ny. Fomics / A tiszt
- Utánképzés ittas vezetőknek - Sándor, projektvezető egy építőipari cégnél
- Kőműves Kelemen - Izsák
- Valahol Európában - Sofőr
- A miniszter félrelép - A szobapincér
- Bánk Bán - Bánk bán, nádor, a király helyettese, Magyarország „nagyura”
- A király beszéde - David, walesi herceg
- Tiktok titok - Fiú
- Rozsdalova és a kíésrtet - A várkisasszony beszélő süvege
- Don Juan - Frici
- Ö.K.Ö.R II.
- Primadonnák - Butch
- László király visszatér! - Kovács Jenő
- Fúrnitúr - Shivak Shurman
- Az elveszett Csontváry - Péter
- Panthera - Gekko, diák
- Játék a kastélyban - Titkár
- Főfőnök - Tolmács
- A muzsika hangja - von Schreiber admirális
- 12 dühös ember - 12. esküdt

## Díjai
- Szendrő József-díj (2022)[5]